# ويليام إي. جونسون (كاتب)
ويليام إي. جونسون (بالإنجليزية: William E. Johnson)‏ هو كاتب أمريكي، ولد في 25 مارس 1862 في كوفنتري في الولايات المتحدة، وتوفي في 2 فبراير 1945 في مقاطعة تشينانغو في الولايات المتحدة.